# سجلات الإرهاب
سجلات الإرهاب - أرشيف رقمي للإنترنت أنشأه مركز Witold Pilecki Center for Totalitarian Studies [ośrodek badań nad totalitaryzmami im. witolda pileckiego] في أغسطس 2016. في البداية، أتاح الوصول إلى ترسبات المواطنين البولنديين الذين تمت مقابلتهم بعد الحرب العالمية الثانية كشهود أمام اللجنة الرئيسية للتحقيق في الجرائم الألمانية في بولندا. من 17 سبتمبر 2017، عرضت قاعدة البيانات أيضًا حسابات البولنديين الذين وقعوا ضحية للقمع الذي ارتكبته الشمولية السوفيتية.

## التاريخ
قامت اللجنة الرئيسية للتحقيق في الجرائم الألمانية في بولندا، التي أنشئت في عام 1945، بتوثيق الجرائم الألمانية التي ارتكبت خلال الحرب العالمية الثانية، وأجرت تحقيقات ونشرت نتائج أنشطتها. في عام 1949، تم تغيير اسمها إلى اللجنة الرئيسية للتحقيق في جرائم هتلر في بولندا. كانت اللجنة نشطة في جميع أنحاء البلاد.  
مهام اللجنة، التي تم توسيع نطاقها لتشمل الإرهاب الشيوعي، تولت من قبل قسم التحقيق في معهد التذكر الوطني (IPN) في عام 1998. كما تم تسليم وثائق اللجنة، بما في ذلك شهادات الشهود، إلى أرشيف المعهد. بناءً على اتفاقية مؤرخة 11 فبراير 2016، بدأت في تقديم نسخ رقمية من هذه المواد بهدف إتاحتها عبر الإنترنت. عرض موقع "Chronicles of Terror" على الإنترنت لأول مرة في 4 أغسطس 2016، حيث يوفر في البداية الوصول إلى قاعدة بيانات تحتوي على أكثر من 500 شهادة تم تقديمها إلى اللجنة. 
في 25 يناير 2017، وقع مركز ويتولد بيليكي للدراسات الشمولية اتفاقية مع مؤسسة هوفر، والتي بموجبها سيتم استكمال «سجلات الإرهاب» بترسبات متعلقة بالجرائم الشيوعية، مأخوذة من أرشيف الجنرال. جيش أندرس.  بعد الحرب العالمية الثانية، تم إيداع الوثائق التي تحتوي على روايات البولنديين - الجنود والمدنيين على حد سواء الذين غادروا الاتحاد السوفيتي مع الجيش البولندي - في مكتبة هوفر، لأنه كان يُخشى أن تكون السلطات الشيوعية قد احتجزتهم.